# Dilatris
Dilatris es un género de plantas de la familia Haemodoraceae. Tiene cuatro especies.  Es originario de Sudáfrica. Comprende 9 especies descritas y de estas, solo 4 aceptadas.

## Taxonomía
El género fue descrito por  Peter Jonas Bergius y publicado en Descriptiones Plantarum ex Capite Bonae Spei, ... 9. 1767. La especie tipo es: Dilatris corymbosa P.J.Bergius

## Especies aceptadas
A continuación se brinda un listado de las especies del género Dilatris aceptadas hasta mayo de 2014, ordenadas alfabéticamente. Para cada una se indica el nombre binomial seguido del autor, abreviado según las convenciones y usos. 
- Dilatris corymbosa P.J.Bergius, Descr. Pl. Cap.: 9 (1767).
- Dilatris ixioides Lam., Encycl. 2: 282 (1786).
- Dilatris pillansii W.F.Barker, J. S. African Bot. 6: 155 (1940).
- Dilatris viscosa L.f., Suppl. Pl.: 101 (1782).